# Peter Phillips (écrivain)
Pour les articles homonymes, voir Phillips et Peter Phillips (homonymie).
 (juin 2023).
Peter Phillips, né le 1er janvier 1920 à Londres en Angleterre et mort le 28 mars 2012 , est un écrivain britannique de science-fiction.

## Carrière
Peter Phillips a été journaliste, puis chroniqueur criminel.
Il a été ensuite « rédactrice » dans la page féminine d'un journal, signant ses interventions du prénom Ann.
Il a connu sa plus grande période de production littéraire entre 1948 et 1954, écrivant une trentaine de récits policiers et de science-fiction.

## Œuvres
- Amnésie ((en) Lost Memory, 1952)Traduit également sous le titre Tu m'as renié par trois fois
- Celle qui rit ((en) She Who Laughs, 1952)
- L'Avertissement ((en) The Warning, 1953)
- Examen de passage ((en) The Exam, 1953)
- Examen de passage ((en) University, 1953)
- Aux bons soins de M. Makepeace ((en) c/o Mr. Makepeace, 1954)

## Sources bibliographiques
: sources ayant servi à la rédaction de l'article
- Gérard Klein (dir.), Histoires de mirages, Le Livre de poche no 3816, Paris, 1984, voir spécialement la notice biographique en fin de volume, p. 442, ainsi que Histoires de robots, notice biographique des auteurs en fin de volume (p. 480).